# Чемпионат Северных Марианских Островов по футболу
Чемпионат Северных Марианских Островов (англ. Northern Mariana Championship) — чемпионат Северных Марианских Островов по футболу. Матчи проходят на Сайпане, в спортивном комплексе «Олеаи».

## Сильнейшие команды
- Интер Годфатерс (Inter Godfather’s). Прежнее название Фиеста Интер Сайпан (Fiesta Inter Saipan)[1]
- Кореан (Korean FA). Прежнее название Ариранг (FC Arirang)[2]
- Кьюнг-Сеунг (L&S/Kyung-Seung)
- Марианас Пацифик Юнайтед (Marianas Pacific United, MP United). Прежние названия: ПТИ Гуардианс (PTI Guardians), Пацифик Телеком (Pacific Telecom), МП Юнайтед — ПТИ (MP United-PTI).
- Ред Рокс Сайпан (Red Rocks Saipan)

## Чемпионы
- 2005/2006 Ред Рокс Сайпан

Чемпионат стартовал 5 ноября, участие приняли 4 команды. Нападающий Ред Рокс Сайпан Алекс Руфраглиа по итогам чемпионата стал лучшим бомбардиром. Позже результаты первенства были аннулированы.
- 2006/2007 Кьюнг-Сеунг
- 2007 Фиеста Интер Сайпан
- 2008 В Фиеста Интер Сайпан
- 2008 О Интер-Годфатерс
- 2009 Интер-Годфатерс
- 2010 Марианас Пацифик Юнайтед
- 2011